# Mahjar Alisadeh
Mahjar Alisadeh (anhörenⓘ persisch مهیار علیزاده; * 1981 in Teheran) ist ein iranischer Musiker und Komponist.

## Leben
Alisadeh wurde 1981 in Teheran geboren. Im Alter von 10 Jahren begann er mit Unterstützung seiner Mutter und ständigen Ermutigungen seines Vaters, der selbst Künstler und zeitgenössischer iranischer Maler ist, bei dem Maestro Keiwan Saket die Tar zu spielen und die traditionelle persische Musik zu erlernen. Nach wenigen Jahren hatte er mehrere Auftritte als Instrumentalist, gemeinsam mit Maestro Keiwan Saket und dem Visiri Orchester.
Nachdem er sein Abitur in der Alborz-Schule bestanden hatte, lernte er bei den Meistern der Musikfakultät der Universität Teheran.
Nach dem Bachelor-Abschluss bestand er die Aufnahmeprüfung für das Masterstudium im Fach Komposition, bevorzugte aber ausländische Universitäten für seine weiteren Studien.
Zunächst trat er in das staatliche Komitas-Konservatorium Jerewan ein, wo er zum ersten Mal eine neue Dimension der Musik entdeckte. Die Erfahrungen aus dem Studium in Armenien haben seine Vorstellungen von Komposition grundlegend geändert, sodass er heute selbst betont, sie habe seine Karriere als Musiker in zwei Abschnitte unterteilt.
Nach dem zweijährigen Studium der Musikkomposition am Konservatorium eröffnete sich ihm die Möglichkeit eines Masterstudiums an der Universität Wien, weshalb es ihn daraufhin in die Musikhauptstadt Europas zog.
Im Jahr 2009 begann er bereits in Armenien mit der Arbeit zu seinem Debüt-Album mit dem Titel „Harigh-e Khazan“ („Der Brand des Herbstes“), das schließlich in Zusammenarbeit mit dem persischen Sänger Aliresa Ghorbani aufgenommen wurde. Das Album wird von der Plattenfirma Awaje Barbod verlegt und wurde zum meistverkauften Album der klassisch-persischen Musik in den Jahren 2011 und 2012 im Iran. Mahjar Alisadehs Erfolg hat sich unter anderem in der Zusammenarbeit mit dem Komponisten und Musiker Aliresa Ghorbani in zahlreichen Alben und Konzerten bis heute fortgesetzt.
Zu seinen neueren Werken gehören das Album „Dar shoa'l-e ba to raghsan“ („Tanzen mit Dir im Feuer“) in Kooperation mit Saber Abar, Homajun Schadscharian und Aliresa Ghorbani, sowie verschiedene Kompositionen für unterschiedliche Fernsehserien, Animationen und Filme.
Sein jüngstes Album, „Dokhte Parivar“ („Engelähnliches Mädchen“), das in Zusammenarbeit mit Alireza Ghorbani im Jahr 2016 veröffentlicht wurde, ist eines von zehn Bestseller-Alben dieses Jahres im Iran. Alizadeh beschäftigt sich gerade mit einigen Projekten mit den Stimmen unterschiedlicher Sänger, wie Mehran Modiri und Mohammad Motamedi. Das letzte Konzert seiner Werke fand im Vahdat-Konzertsaal in Teheran an zehn Abenden statt. Er wird bald einige Aufführungen in Europa haben.

## Musische Aktivitäten
Alizadeh, der die Musik mit Keyvan Saket studierte, arbeitete als Arrangeur, Aufnahmeleiter und Spieler bei verschiedenen Albums und Konzerten mit ihm zusammen.

### Werke
- Komposition und Zusammenstellung des Albums „Harighe Khazan“ (Brennen des Herbsts) mit der Stimme von Alireza Ghorbani
- Komposition der Untermalung des Filmes „Fereshte ha ba ham miayand“ (Die Angeln kommen zusammen) Regisseur Hamed Mohammadi, 32. Fadjr Filmfestival
- Komposition der Untermalung und der Musik der Titelsequenz der Fernsehserie „Pardeh neshin“ Regisseur Behrouz Shoeybi mit der Stimme von Alireza Ghorbani
- Komposition und Zusammenstellung des Albums, mit der Stimme von Alireza Ghorbani und Homayoun Shajarian
- Komposition und Zusammenstellung des Albums „Dar sholeh ba to raghsan“ (In der Flamme mit dir tanzend) mit der Deklamation von Saber Abr und Pantea Panahiha
- Komposition und Zusammenstellung des Albums „Dokhteh Pari var“ mit der Stimme von Alireza Ghorbani
- Komposition der Untermalung der Animation „Derakhte Porteghal“ (Apfelsinenbaum) Regisseur Amir Houshang Moin
- Komposition und Zusammenstellung des Albums, mit der Zusammenarbeit von Fardin Khalatbari und der Stimme von Mohammad Motamedi

### Konzerte
- Wien, Österreich: Aufführung der Werke Mahyar Alizadehs durch das Persische Musikensemble mit dem Dirigenten Iman Khemer und den Stimmen von Andra Portis, Anais Finz und Alireza Araghi Moghadam
- Wien, Österreich, Aufführung des Albums „Harighe Khazan“ durch das Teheran-Wien-Orchester mit der Stimme von Alireza Ghorbani, mit dem Begleitgesang von Melina Arsofka und Anais Finz und dem Dirigenten Iman Khemer
- Aufführung der modernen Werke von Mahyar Alizadeh in Wien, Österreich
- Die Begründung der persischen zeitgenössischen Musikgruppe
- Teheran: Aufführung des Albums „Harighe Khazan“ und einiger neuer Stücke, mit der Stimme von Alireza Ghorbani, mit der Komposition von Mahyar Alizadeh und dem Dirigenten Sohrab Kashef im Vahdat-Konzertsaal
- Wien, Österreich: Aufführung des Albums „Harighe Khazan“ und einiger neuer Stücke, mit der Stimme von Alireza Ghorbani, mit der Komposition von Mahyar Alizadeh im Odeon-Theater-Saal, zum zweiten Mal in Wien (23. November 2013)
- Lausanne, Schweiz: Aufführung des Albums „Harighe Khazan“ und einiger neuer Stücke, mit der Stimme von Alireza Ghorbani, mit der Komposition von Mahyar Alizadeh
- Stockholm, Schweden: Aufführung des Albums „Harighe Khazan“ und einiger neuer Stücke, mit der Stimme von Alireza Ghorbani, mit der Komposition von Mahyar Alizadeh
- Niederlande: Aufführung des Albums „Harighe Khazan“ und einiger neuer Stücke, mit der Stimme von Alireza Ghorbani, mit der Komposition von Mahyar Alizadeh
- Düsseldorf, Deutschland: Aufführung des Albums „Harighe Khazan“ und einiger neuer Stücke, mit der Stimme von Alireza Ghorbani, mit der Komposition von Mahyar Alizadeh, mit der Begleitung von dem Philharmonischen Jugendorchester von Düsseldorf mit dem Dirigenten Ernst von Marschal in der Tonhalle
- „Dar shole ba to raghsan“ mit dem Gesang von Saber Abr und Pantea Panahiha und der Komposition von Mahyar Alizadeh im Vahdat-Konzertsaal
- „Dokhte Parivar“ mit der Stimme von Alireza Ghorbani und der Komposition von Mahyar Alizadeh im Rahmen von 10 Aufführungen im Vahdat-Konzertsaal